# Indice nazionale dei prezzi al consumo
L’indice nazionale dei prezzi al consumo (IPC) misura il rincaro dei beni di consumo (beni e servizi) più rappresentativi per le economie domestiche svizzere. Si considera la popolazione media, in modo da ottenere anche un valore «veritiero». Per misurare l'andamento dei prezzi viene definito un paniere tipo, che contiene circa 1050 beni e servizi. Questi sono ponderati in base alla loro quota nel budget delle economie domestiche.
L'IPC viene rilevato dall'Ufficio federale di statistica.

## Basi legali
Le basi legali per l'indice nazionale dei prezzi al consumo sono costituite dalla legge del 9 ottobre 1992 sulla statistica federale (RS 431.01) e dall'ordinanza del 30 giugno 1993 sull'esecuzione di rilevazioni statistiche (RS 431.012.1).

## Tipo di rilevazione
L'IPC è una rilevazione campionaria, realizzata direttamente nei punti vendita, per telefono, su Internet, per posta o mediante dati scannerizzati. Ogni mese vengono rilevati 50'000 prezzi in circa 3000 punti vendita. La partecipazione alla rilevazione è obbligatoria.

## Realizzazione
L'IPC viene rilevato dal 1914. Negli anni 1939, 1966, 1977, 1982, 1993, 2000, 2005 e 2010 sono state effettuate ampie revisioni con una nuova base. Attualmente la rilevazione si svolge ogni mese nelle prime due settimane del mese (eccezione: rilevazione dei prezzi per olio da riscaldamento e carburante nella prima e terza settimana del mese).

## Composizione del paniere tipo
Il paniere tipo dell'IPC 2012 è composto come segue:
| Gruppo principale                         | Percentuale |
| ----------------------------------------- | ----------- |
| Prodotti alimentari e bevande analcoliche | 10,306      |
| Bevande alcoliche e tabacchi              | 1,761       |
| Indumenti e calzature                     | 4,084       |
| Abitazione ed energia                     | 26,156      |
| Mobili, articoli e servizi per la casa    | 4,752       |
| Sanità                                    | 14,632      |
| Trasporti                                 | 10,833      |
| Comunicazioni                             | 2,937       |
| Tempo libero e cultura                    | 9,563       |
| Insegnamento                              | 0,676       |
| Ristoranti e alberghi                     | 8,843       |
| Altri beni e servizi                      | 5,457       |

Trattandosi esclusivamente del «consumo privato», non sono inclusi le imposte, l'assicurazione di responsabilità civile e i premi delle casse malati.  Di conseguenza, vengono rilevati ad esempio i prezzi dei medicamenti, ma non i premi delle casse malati.

## Importanza dell'IPC
L'IPC è molto importante per fornire informazioni per:
- Comportamento in materia di consumo: scelta tra risparmio e consumo
- Istituzioni pubbliche (assicurazioni sociali, Confederazione, Cantoni e Comuni): politica congiunturale e dibattito sul rincaro → adeguamento di budget, rendite e premi
- Imprese: valutazione della situazione economica
- Economie domestiche private: scelta tra risparmio e consumo
- Banca nazionale svizzera: politica monetaria inflazione